# Велика Ужуїха
Вели́ка Ужуї́ха (Ужуїха, рос. Большая Ужуиха) — річка в Чайковському районі Пермського краю та Сарапульському районі Удмуртії, Росія, ліва притока Ками.
Річка починається на північній околиці села Харнави Чайковського району Пермського краю. Протікає на південь, потім плавно повертає на захід і тече так до самої Ками. Але за 1 км від неї різко повертає на південь і протікає так паралельно Камі на південь майже до міста Сарапул. Майже вся течія річки проходить через лісові масиви тайги, середня та нижня течії сильно заболочені. В нижній течії річка приймає притоку справа Мала Ужуїха.
На річці розташоване лише одне село Харнави, в гирлі розташований Дулесовський кордон. Її двічі перетинає залізниця Сарапул-Перм, та залізнична гілка Ужуїха-Каучук.